# In den Birken
In den Birken ist eine Ortslage im Norden der bergischen Großstadt Wuppertal.

## Lage und Beschreibung
Die Ortslage liegt auf einer Höhe von 276 m ü. NHN an der gleichnamigen Straße, die früher ein als Kohlenweg genutzter Höhenweg war, im Osten des Wohnquartiers Eckbusch im Stadtbezirk Uellendahl-Katernberg. Benachbarte Ortslagen sind An der Voßdelle, Am Baum, Am Räuber, Lipkenskothen, Acker, Am Luhnberg, Am Rohm, Hessen, Grenze Jagdhaus und Metzmachersrath.
Obwohl der ursprüngliche Siedlungsplatz direkt an der heutigen Straße In den Birken lag, ist der Name auf einen größeren Bereich zwischen Grenze Jagdhaus und der Siedlung Eckbusch übergegangen.

## Geschichte
Für 1815/16 werden neun Einwohner genannt. Der Ort ist als Birken auf der Topographischen Aufnahme der Rheinlande von 1824 verzeichnet. 1832 gehörte In den Birken zur Katernberger Rotte des ländlichen Außenbezirks des Kirchspiels und der Stadt Elberfeld. Der laut der Statistik und Topographie des Regierungsbezirks Düsseldorf als Weiler kategorisierte Ort wurde als in der Birken bezeichnet und besaß zu dieser Zeit sechs Wohnhäuser und sechs landwirtschaftliche Gebäude. Zu dieser Zeit lebten 35 Einwohner im Ort, alle evangelischen Glaubens.
Die heutige Bebauung geht größtenteils auf 1937 zurück.